# Dynów (plaats)
Dynów is een stad in het Poolse woiwodschap Subkarpaten, gelegen in de powiat Rzeszowski. De oppervlakte bedraagt 24,51 km², het inwonertal 6030 (2005).

## Verkeer en vervoer
- Station Dynów